# Hugo Licht

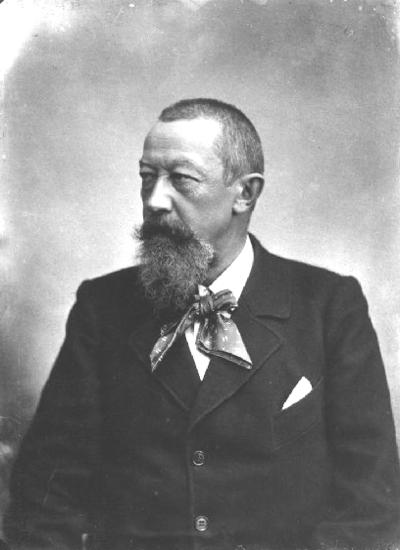
Hugo Licht auf einer Fotografie von Hermann Walter (um 1900)

Hugo Georg Licht (* 21. Februar 1841 in Niederzedlitz (heute Siedlnica) bei Fraustadt; † 28. Februar 1923 in Leipzig) war ein deutscher Architekt und kommunaler Baubeamter.

## Leben

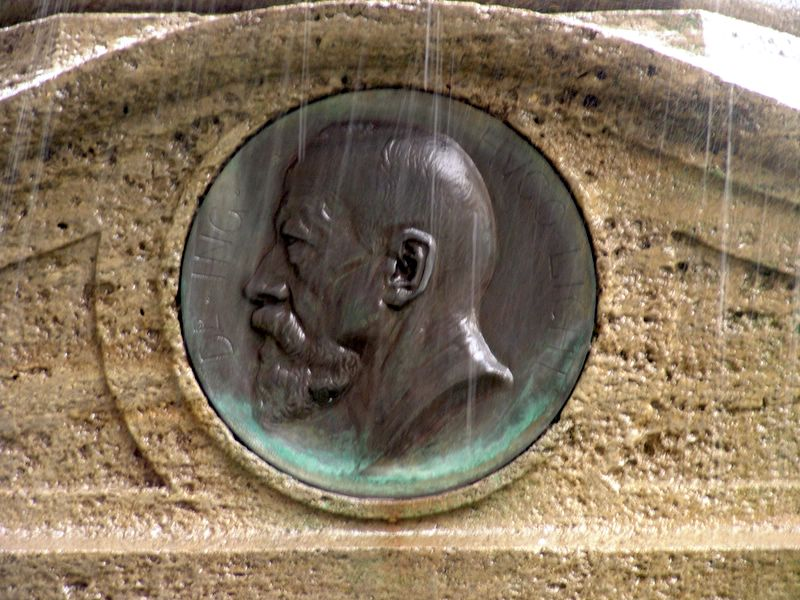
Porträtmedaillon von Hugo Licht im Rathausbrunnen Leipzig

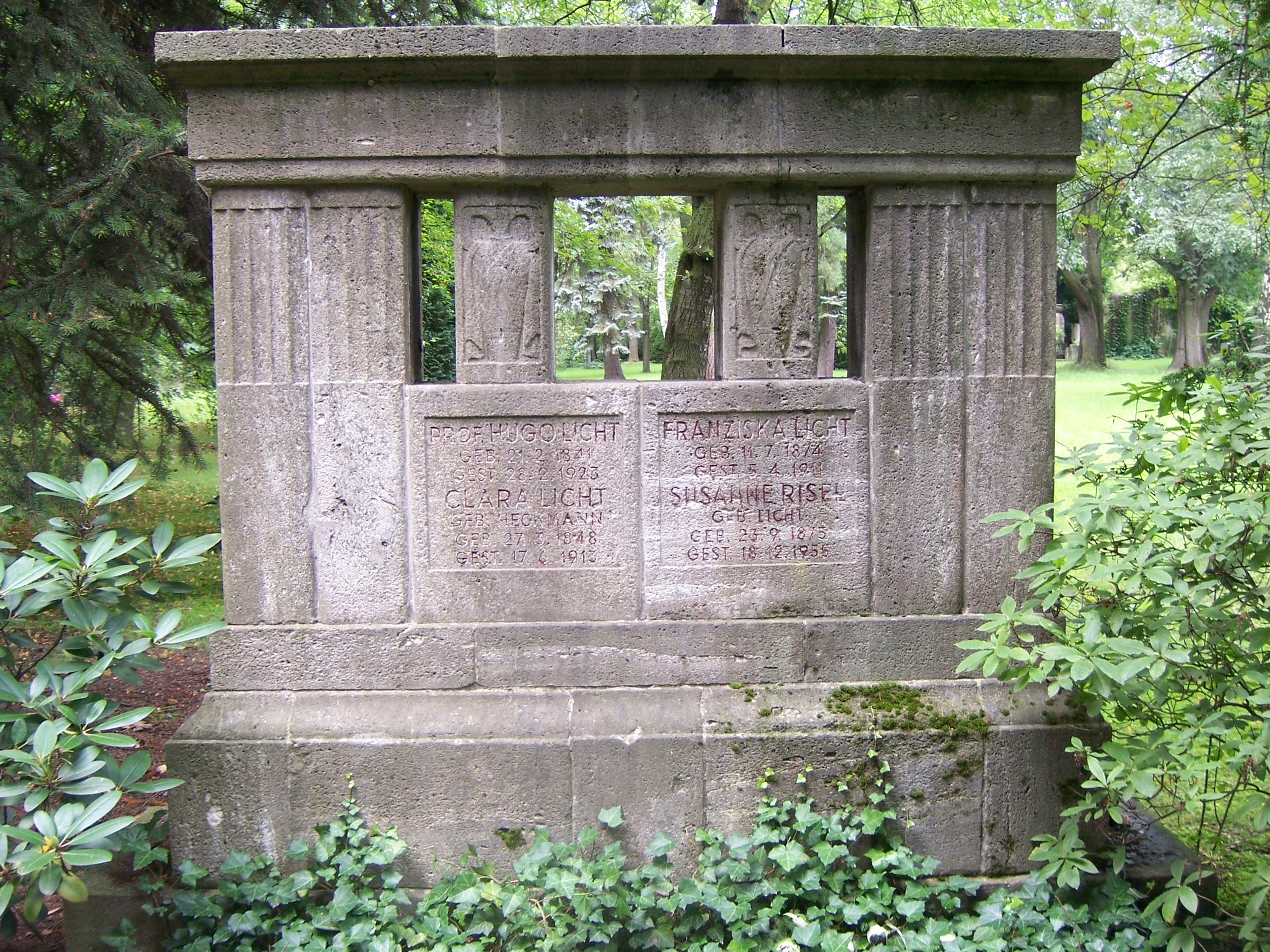
Grabmal Hugo Licht

Licht war der Sohn des Gutsbesitzers Georg Hugo Licht. Er besuchte die Realschule und begann anschließend eine Maurerlehre. In den Jahren 1862 bis 1863 lernte Licht im renommierten Berliner Architekturbüro von Hermann Ende und Wilhelm Böckmann. Diese prägten zu dieser Zeit – speziell bei Villen und anderen privaten Prunkbauten – die Berliner Baukunst des Spätklassizismus.
1864 immatrikulierte sich Licht an der Berliner Bauakademie und wurde dort Schüler von Friedrich Adler. Mit dessen Empfehlung konnte Licht später in das Atelier des Architekten Richard Lucae in Berlin wechseln. Hatte sich Adler häufig am Werk Karl Friedrich Schinkels orientiert, favorisierte Lucae mehr die Formensprache der italienischen Renaissance. Von Berlin wechselte Licht später nach Wien und arbeitete dort bei dem Architekten Heinrich von Ferstel.
Von 1869 bis Ende 1870 bereiste Licht Italien. Diese Studienreise führte ihn durch das ganze Land, Schwerpunkte waren aber Rom und Pompeji. Nach Deutschland zurückgekehrt, heiratete er noch im selben Jahr in Berlin die aus einer angesehenen Berliner Industriellenfamilie stammende Clara Heckmann (1847–1913), die Enkelin des Unternehmers Carl Justus Heckmann. Im Frühjahr des darauffolgenden Jahres ließ er sich als freier Architekt in Berlin nieder und arbeitete als solcher bis 1879. Während seiner Berliner Zeit unternahm Licht mehrere Studienreisen nach Paris und London, wo er sich auch mit anderen Architekten austauschte.
Auf Vorschlag von Oberbürgermeister Otto Georgi betraute man Licht am 4. April 1879 ohne Ausschreibung mit der Leitung des Hochbauamtes der Stadt Leipzig und verlieh ihm den Titel des Stadtbaudirektors. Im Jahr 1879 wurde das Bauamt neu organisiert. In der Folge übernahm Licht, gestützt auf zahlreiche Mitarbeiter, die Planung fast aller wichtigen kommunalen Neubauten. Licht gelang es, das Aussehen der Stadt Leipzig zu prägen, indem er in all seinen Bauten typische Stilelemente aufgriff. Licht nutzt oft Verbundsteine und betonte herausgehobene Elemente der Architektur durch sichtbaren Sandstein. Licht bevorzugte markante Turmlösungen wie beispielsweise bei der Polizeiwache an der Wächterstraße oder der von ihm gebauten Markthalle. Bei einzelnen Bauten, wie dem Predigerhaus an der Nikolaikirche, griff Licht auf einen vereinfachten Renaissancestil zurück, der die Bauten in das historische Umfeld einpasste.
1896 wurde er in den Rat der Stadt gewählt.
Nachdem er 1897 den Ersten Preis im Wettbewerb für den Neubau des Leipziger Rathauses gewonnen hatte, wurde er zwischen 1898 und 1905 als Stadtbaurat beurlaubt und als Privatarchitekt mit der Bauleitung des Neuen Rathauses betraut. Die Funktion als Stadtbaurat übte er bis zu seiner Pensionierung im Jahr 1906 aus.
Licht fungierte ab 1901 als Herausgeber der Zeitschrift Die Architektur des XX. Jahrhunderts und ab 1905 gab er zusätzlich die Zeitschrift Der Profanbau heraus.
Im Alter von 82 Jahren starb er 1923 in Leipzig und wurde auf dem Südfriedhof im Familiengrab an der vom Nordtor zum Krematorium führenden Hauptallee (Lindenallee) beigesetzt. Als zwischen 1982 und 1986 an der Hauptallee der sozialistische Ehrenhain erweitert wurde, wurden die Gräber bekannter Leipziger aufgehoben. Lichts Grabmal wurde ohne die Urnen in die Abteilung V versetzt. Anlässlich seines 100. Todestages wurde seine Urne und die seiner Frau am 28. Februar 2023 in die restaurierte Grabstätte in der Abteilung V umgebettet.

## Ehrungen
- 1905: Verleihung der Ehrendoktorwürde (Dr.-Ing. E. h.) durch die Technische Hochschule Dresden
- 1906: Verleihung des Titels Professor (vgl. Titularprofessor) durch die Universität Leipzig

## Bauten

### In Leipzig

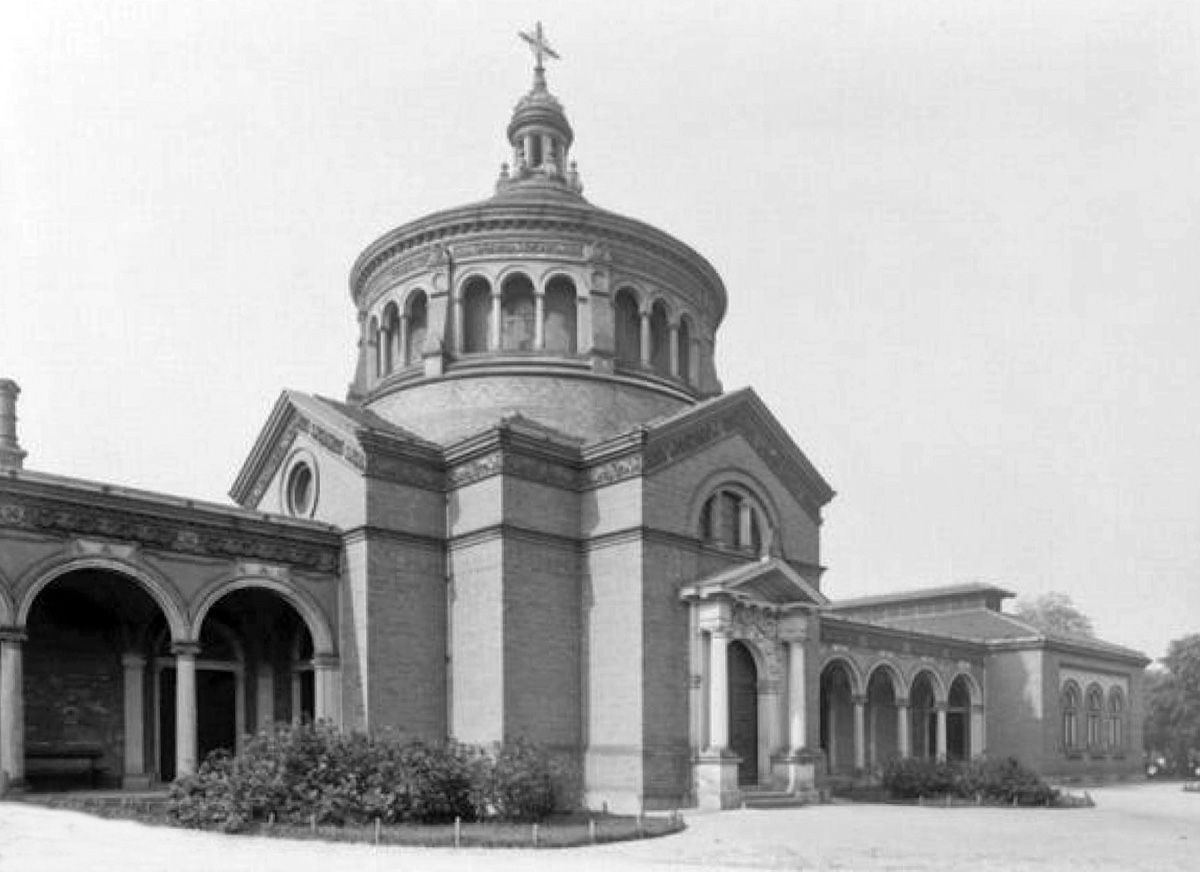
Trauerhalle Neuer Johannisfriedhof

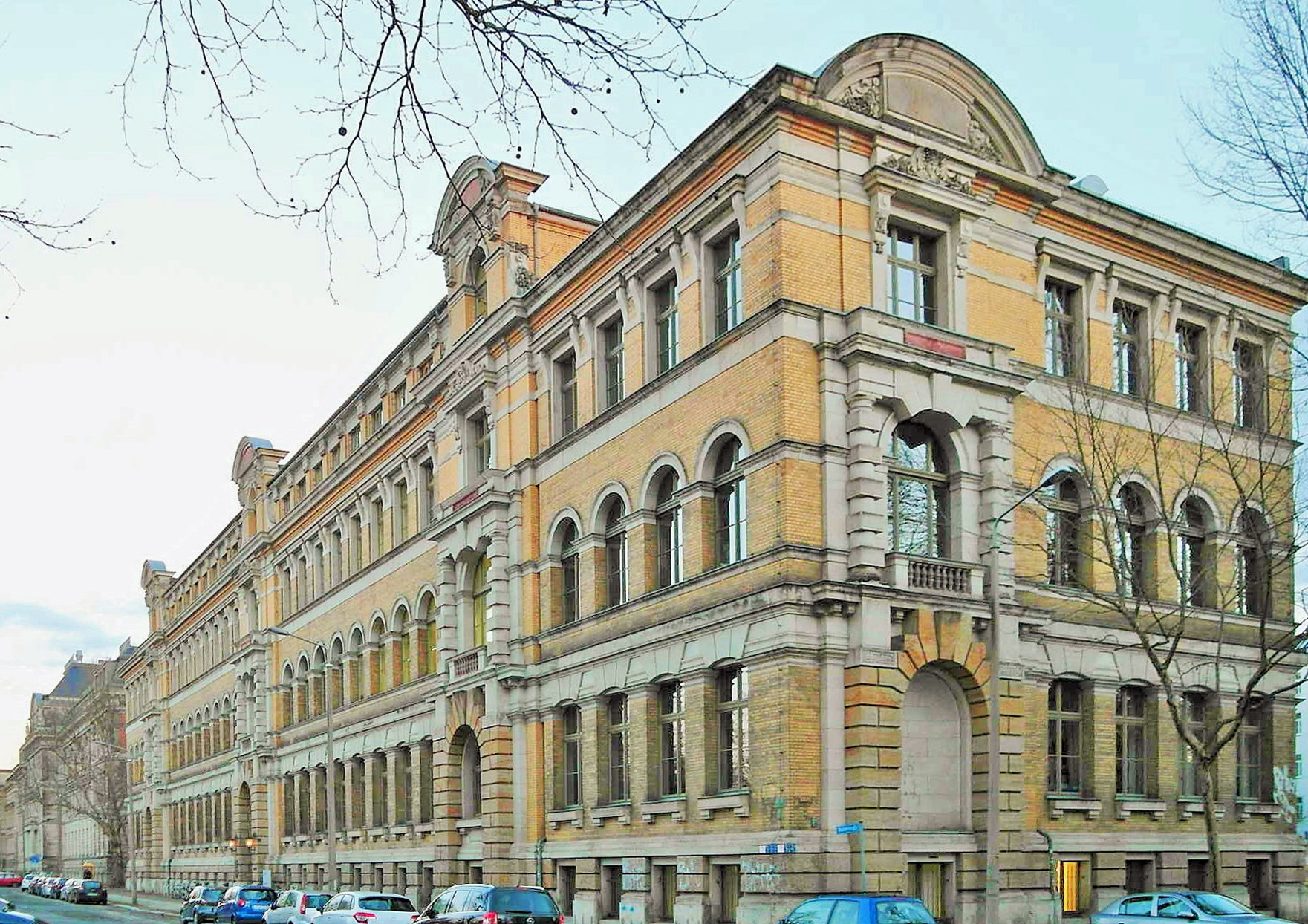
Städtische Gewerbeschule Leipzig, später TH Leipzig, heute Wiener-Bau der HTWK

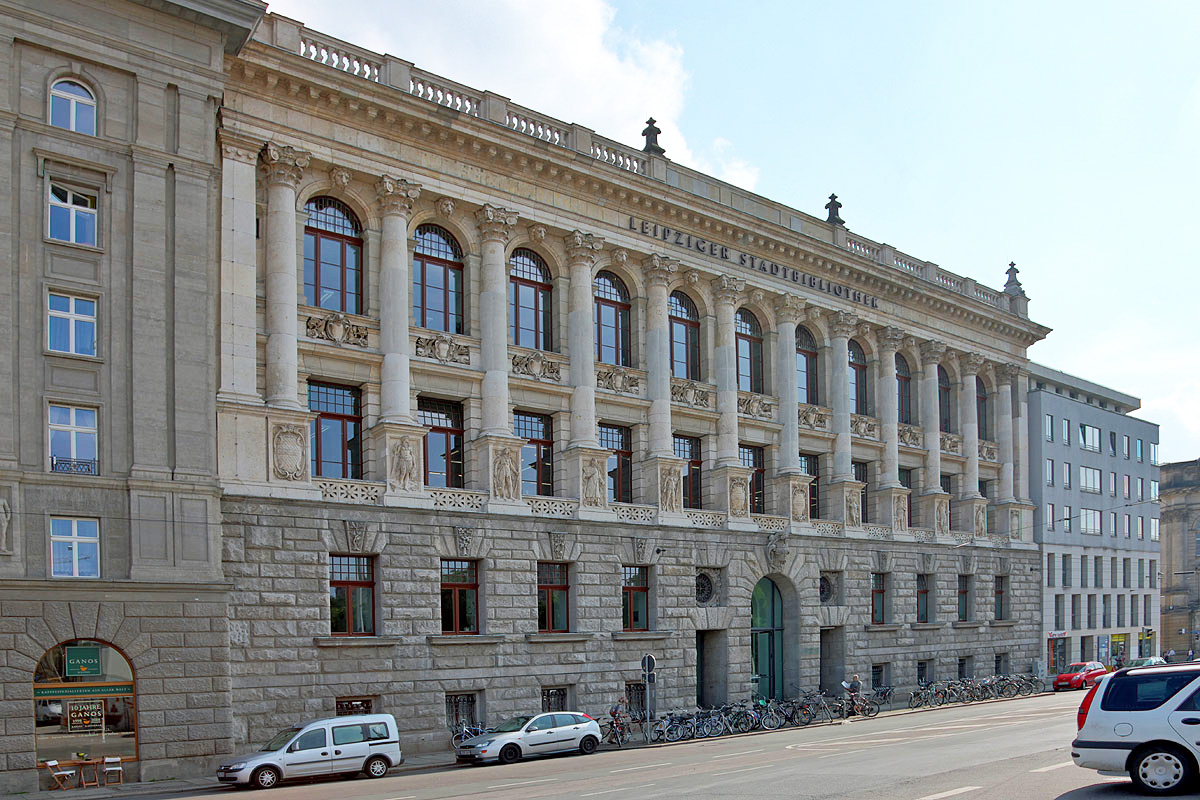
Altes Grassimuseum

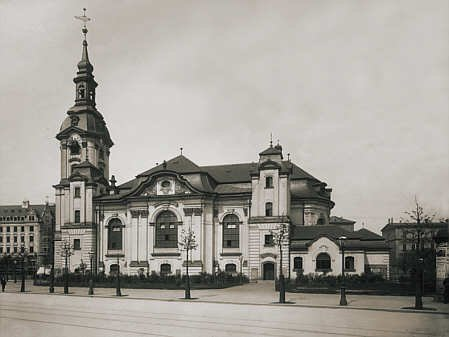
Johanniskirche nach Lichts Umbau

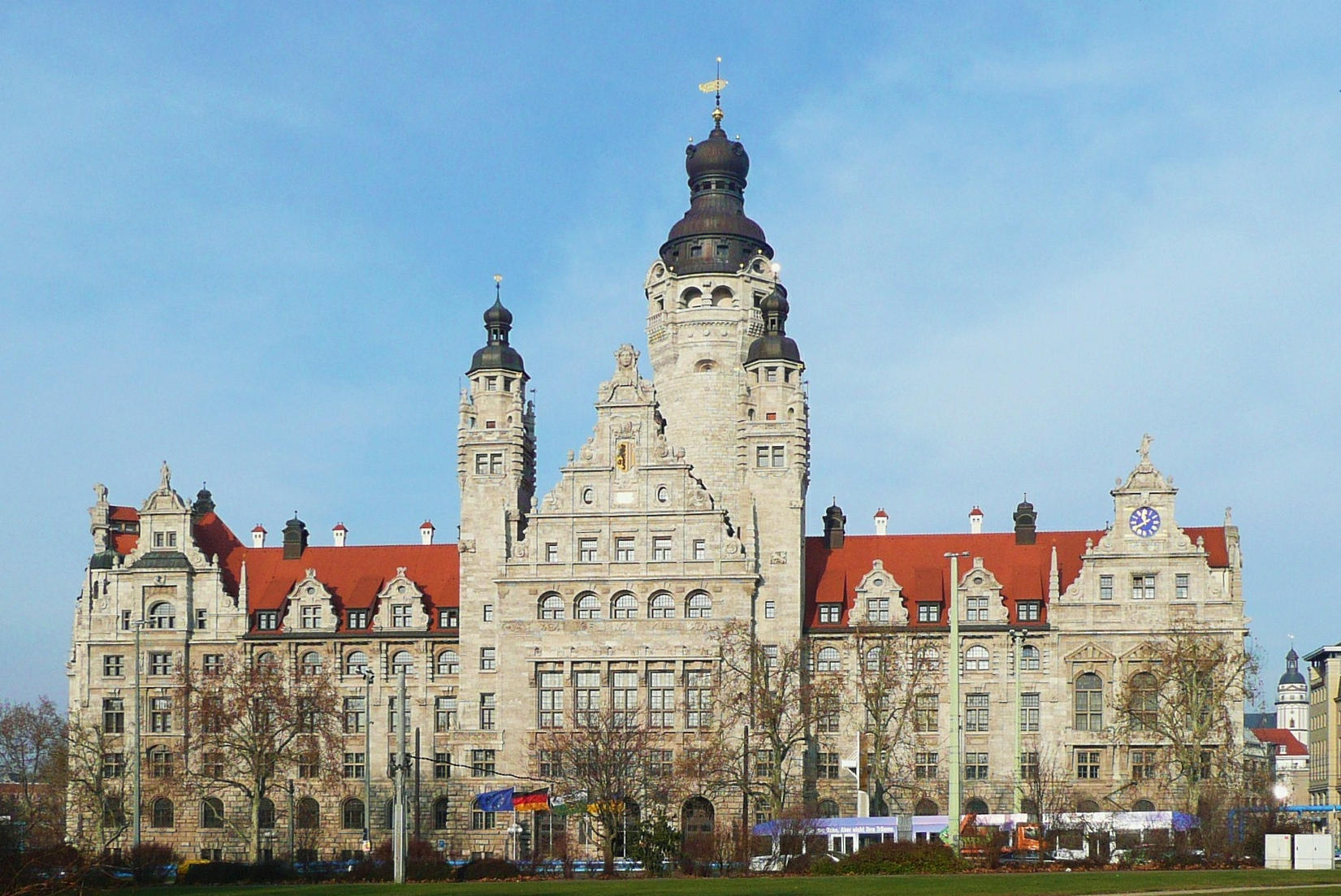
Neues Rathaus

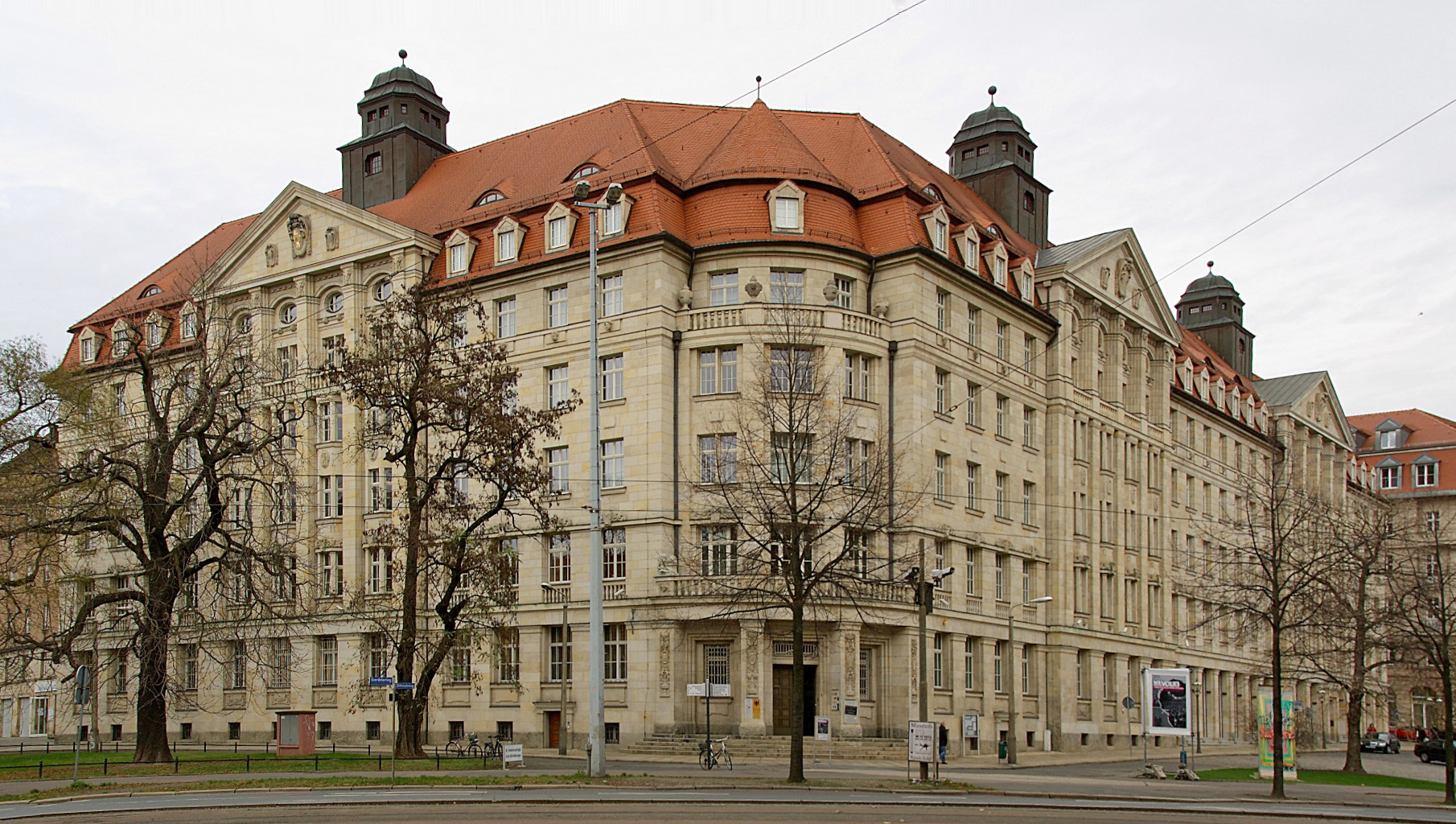
„Runde Ecke“

- 1881–1884: Kapelle und Leichenhalle des Neuen Johannisfriedhofs, Vor dem Hospitaltore (kriegszerstört)
- 1883–1884: 8. Bezirksschule, Scharnhorststraße 13/15 (später Polytechnische Oberschule, 1995–2000 Gymnasium „Immanuel-Kant-Schule“ und Grundschule „Hugo-Licht-Schule“, seit 2001 nur noch das Gymnasium)
- 1883–1886: Umbau und Erweiterung des Städtischen Museums, Augustusplatz 6 (nach schweren Kriegsschäden Ruine 1962 abgerissen, heutiger Standort des „Neuen Gewandhauses“)
- 1885–1887: Königlich Sächsisches Konservatorium der Musik, Grassistraße 8 (teilweise erhalten)
- 1886–1887: „Predigerhaus“ der Nikolaikirche, Nikolaikirchhof 3/4
- 1886–1888: Städtischer Schlachthof, Kantstraße 71/73

Die Anlage wurde später mehrfach erweitert, einige erhaltene Bauten gehören heute zu dem ansonsten nach 1995 auf den Schlachthof-Areal neu erbauten Sitz des Mitteldeutschen Rundfunks (MDR).
- 1887–1889: Siechenhaus des Johannishospitals, Philipp-Rosenthal-Straße 27 (heute Medizinisches Forschungsgebäude, „Rotes Haus“)
- 1888–1890: Polizeigebäude, Wächterstraße 5 (heute Dimitroffstraße)
- 1888–1891: Städtische Markthalle, Markthallenstraße/Roßplatz (kriegszerstört)
- 1891: Städtische Gewerbeschule Leipzig, später TH Leipzig sowie HTWK Leipzig, Wächterstraße 13 (Teil 2 wurde 1903 fertiggestellt)
- 1892: Grabdenkmal für den Verleger Carl Christian Philipp Tauchnitz auf dem Nordfriedhof
- 1892–1895: Altes Grassimuseum, Wilhelm-Leuschner-Platz 10/11 (nach Kriegsschäden verändert, heute Stadtbibliothek)
- 1893–1896: Messehaus „Städtisches Kaufhaus“, Neumarkt 9/Universitätsstraße 16
- 1894–1897: Umbau der Johanniskirche, Johannisplatz (neobarocker Neubau des Kirchenschiffs unter Einbeziehung des 1749 erbauten Kirchturms des Vorgängerbaus; nach schweren Kriegsschäden 1949 bis auf Turm abgerissen; Turm 1963 gesprengt)
- 1896: Seyfferth-Denkmal, Paul-Gerhardt-Weg im Johannapark (Postament und Gesamtentwurf, Marmorbüste von Melchior zur Strassen)
- 1896: Aussichtsturm auf dem Rosentalhügel
- 1897–1898: 28. Bezirksschule, heute Schule am Adler, Antonienstraße 24
- 1898–1899: 30. Bezirksschule, bis 2000 Richard-Wagner-Schule, ab 2016 (geplant) Käthe-Kollwitz-Schule, Karl-Vogel-Str. 17/19
- 1899–1905: Neues Rathaus, Martin-Luther-Ring 4/6
- 1908–1912: Stadthaus, Burgplatz 1 (als Erweiterungsbau des Neuen Rathauses)
- 1911–1913: Verwaltungsgebäude der Leipziger Feuerversicherungs-AG, Dittrichring 22/24 (gemeinsam mit den Leipziger Architekten Georg Weidenbach und Richard Tschammer)

Ab 1950 beherbergte das Gebäude die Bezirksverwaltung des Ministeriums für Staatssicherheit („Stasi“) der DDR, durch diese Funktion ist es 1989/1990 als  „Runde Ecke“ in die Geschichte eingegangen.
- 1912/1913: Matthäistift, Kommandant-Prendel-Allee 85
- 1913–1915: Zeppelinbrücke im Zuge der Jahnallee über das Elsterbecken
- 1918: Löwenbrunnen, Naschmarkt (in Anlehnung an den hölzernen Vorgänger und unter Wiederverwendung der ca. 100 Jahre älteren gusseisernen Löwen nach Entwurf von Schadow)
- 1919: Grabmal für Oberbürgermeister Otto Georgi auf dem Südfriedhof (letztes Werk Hugo Lichts)

Außerdem entwarf er ab 1879 gemeinsam mit dem Gartendirektor Otto Wittenberg (1834–1918) die Anlage des Leipziger Südfriedhofs.

### In anderen Orten

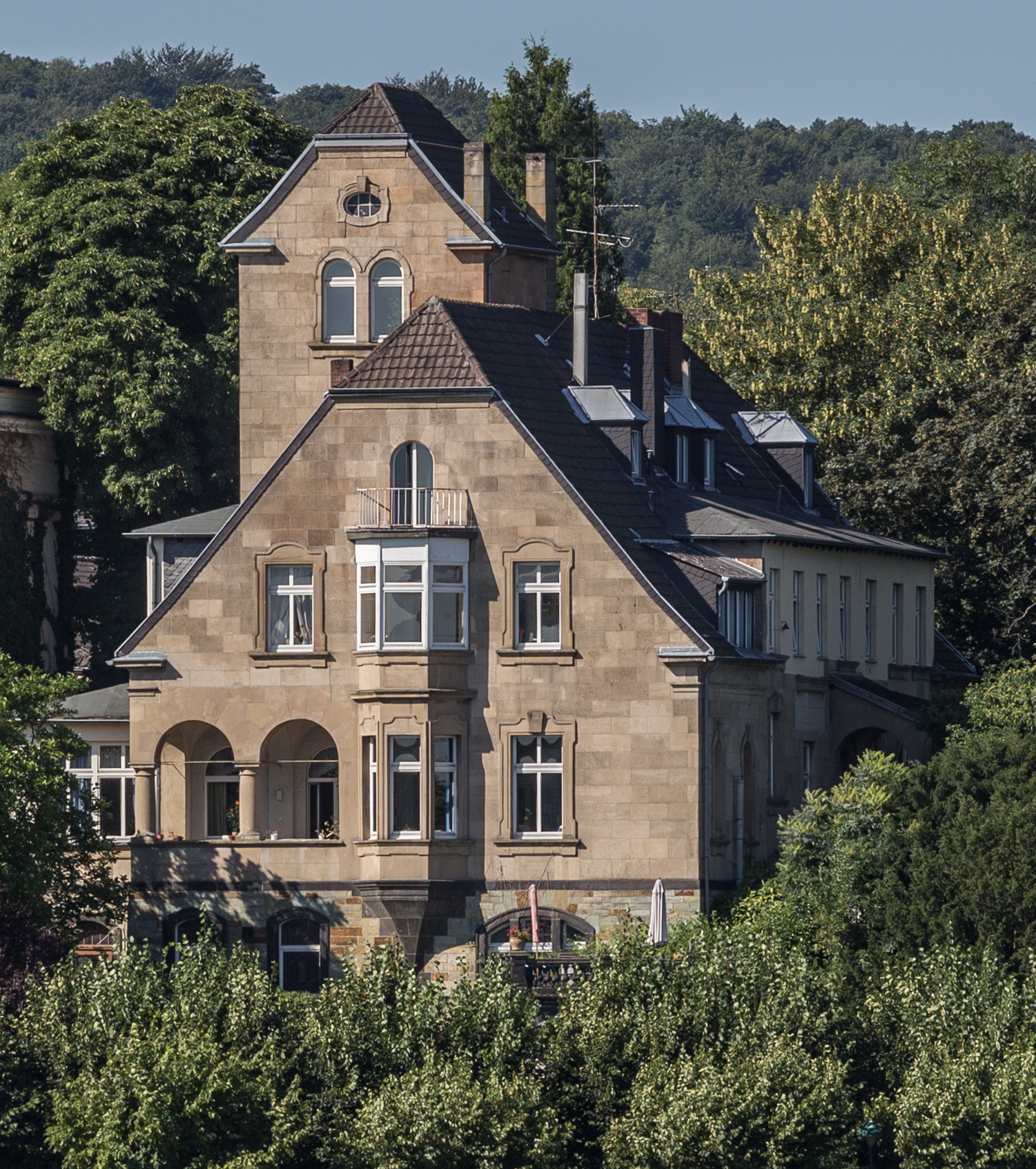
Bonn, Villa Heckmann

- 1879/1880: Trauerhalle auf dem Jüdischen Friedhof Berlin-Weißensee, Herbert-Baum-Straße (1. Preis im Wettbewerb 1878)
- 1891–1896: Kaiser-Wilhelm-Denkmal in Breslau (gemeinsam mit dem Bildhauer Christian Behrens)
- 1896–1897: Villa Heckmann in Bonn, Raiffeisenstraße 3
- 1910: Wettbewerbsentwurf für ein Bismarck-Nationaldenkmal auf der Elisenhöhe bei Bingerbrück (nicht prämiert)[5]

## Schriften
- Reise-Album. Prag, Vizenza, Venedig, Salzburg, Wien. Componirt von Hugo Licht. Burchard, Berlin 1864 (39 Blätter).
- Architektur Berlins. Sammlung hervorragender Bauausführungen der letzten Jahre. Wasmuth, Berlin 1882.
- Architektur der Gegenwart. Übersicht der hervorragendsten Bauausfuehrungen der Neuzeit. 4 Bände, 16 Lieferungen, 400 Bildtafeln. Wasmuth, Berlin 1890–1897

Außerdem war Hugo Licht Mitherausgeber folgender Fachzeitschriften:
- Die Architektur des XX. Jahrhunderts (erschienen von 1901 bis 1914)
- Der Profanbau (erschienen von 1905 bis 1922)